# Winsum
Winsum este o comună și o localitate în provincia Groningen, Țările de Jos. 

## Istorie
În 1276 a fost intemeiată în sat o mănăstire dominicană. Deși în comparație cu manastirea din Aduard a fost relativ modestă în secolul al XVI-lea a servit ca loc de întâlnire pentru statele din Ommeland. După capitularea orașului Groningen în 1594 mănăstirea a fost închisă și distrusă.
Cele două mori din comună, "De Ster" ("Steaua") și "De Vriendschap" ("Prietenia") au fost construite în 1851 și 1801. Clădirea ocupată actualmente de barul "De Gouden Karper" ("Crapul de aur") a fost utilizata ca o tavernă încă din secolul al 16-lea și este cea mai veche din Țările de Jos.

## Localitati componente
Abbeweer, Adorp, Aduarderzijl, Alinghuizen, Allersma, Antum, Arwerd, Baflo, Bellingeweer, Beswerd, Bolshuizen, Dingen, De Raken, De Vennen, Den Andel, Duisterwinkel, Ernstheem, Ezinge, Feerwerd, Garnwerd, Groot Wetsinge, Hammeland, Hardeweer, Harssens, Hekkum, Hiddingezijl, Klein Wetsinge, Krassum, Lutje Marne, Lutke Saaksum, Maarhuizen, Obergum, Oldenzijl, Oostum, Ranum, Rasquert, Saaxumhuizen, Sauwerd, Schapehals, Schaphalsterzijl, Schilligeham, Schifpot, Het Schoor, Suttum, Takkebos, Tijum, Tinallinge, Valkum, Wierum, Wierumerschouw, Wildeveld, Winsum.